# Olymp

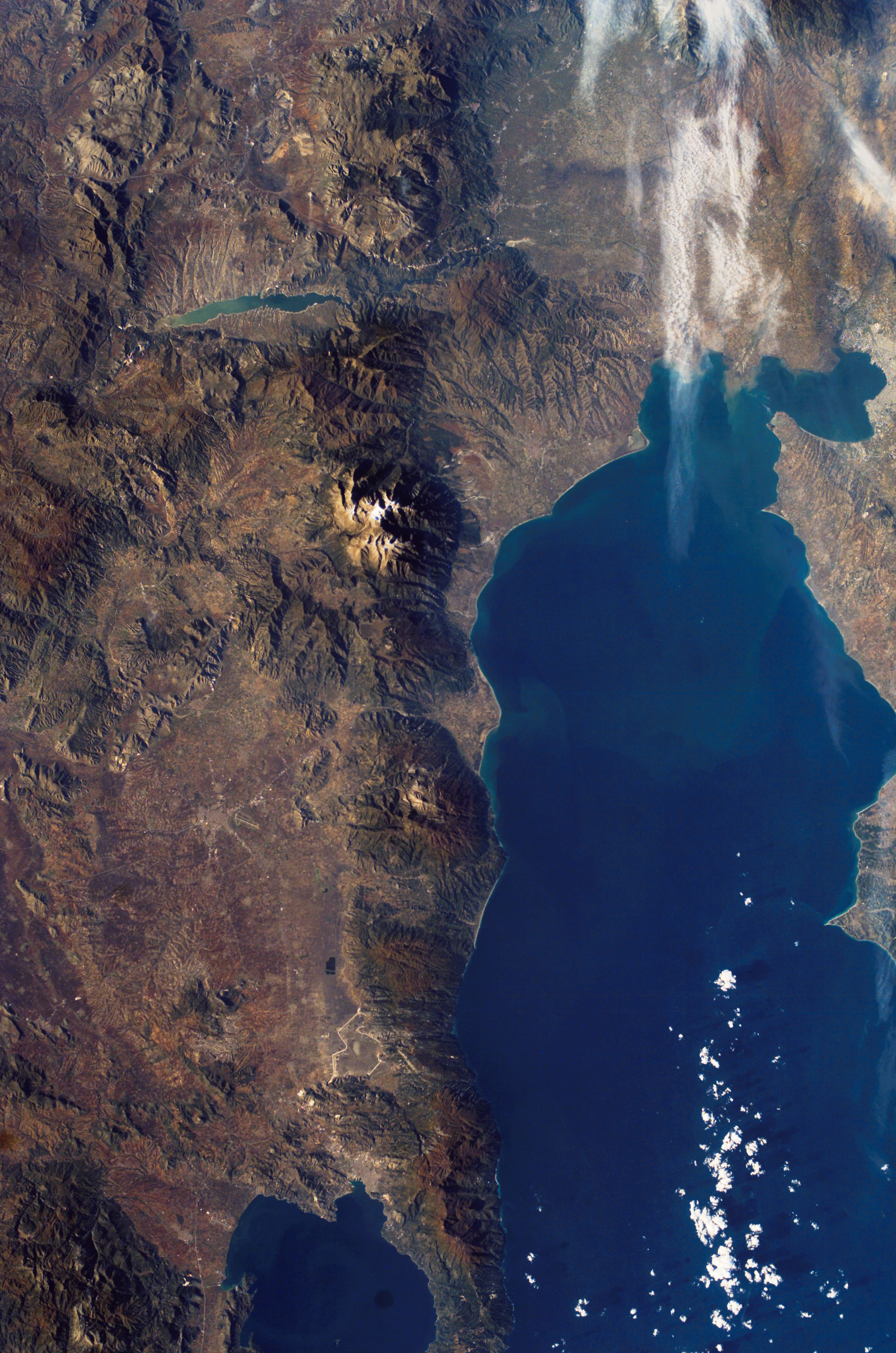
Satelitní snímek Olympu

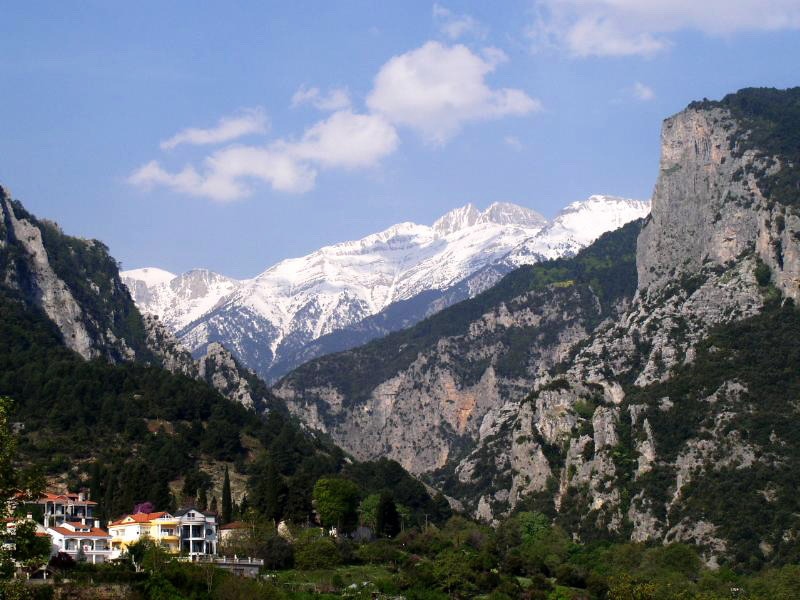
Olymp a město Litochoro

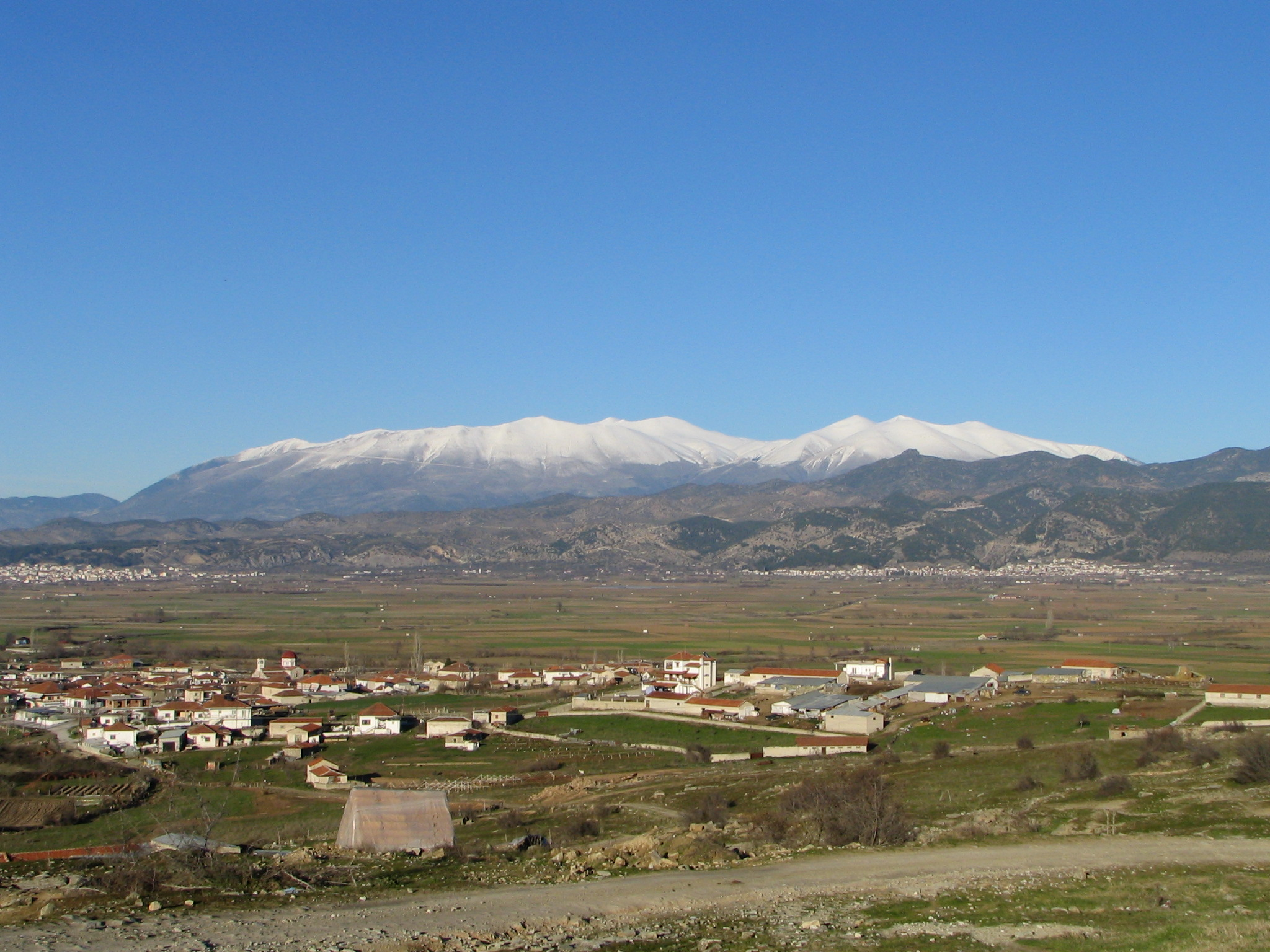
Pohoří Olymp s obcemi Elassona a Tsaritsani

Olymp (řecky Όλυμπος) je pohoří nacházející se v Řecku. Nejvyšší horou pohoří je Mytikas (2917.727  m). Tyčí se nad Soluňským zálivem mezi údolími řek Pinios a Aliákmon. V řecké mytologii bývá označován za sídlo bohů.

## Poloha
Severní a západní hranici pohoří vymezuje tok řeky Mavroneri, která tak odděluje Olymp od masivu Pieria. Na jihu tvoří hranici pohoří údolí řeky Pleria, dělící nižší část pohoří – Kato Olympos – od skupiny Ossa. Soluňský záliv ohraničuje Olymp od východu.

## Geologie
Celý komplex byl vyzdvižen z geosynklinální prohlubně vlivem alpínského vrásnění, zvláště v jeho neogenní fázi se v daném ohledu africká kontinentální deska činila. Nejhlubší základy horstva tvoří prastaré vyvřeliny a přeměněné horniny. Výše a na povrchu masivu se takřka bez výjimky uplatňují světlé druhohorní vápence. Ještě v současnosti jsou tu překvapivě patrné stopy po poměrně rozsáhlé staročtvrtohorní činnosti ledovců, karových i svahových.Složení horstva je tvořeno několika plášti. V jádru se nacházejí krystalické horniny (žula, břidlice), jež jsou ve vnějších vrstvách obaleny vápencovými usazeninami. Na pohoří je dodnes patrno původní zalednění, ač se nachází na jihu Evropy. Výrazné jsou zejména stopy ve formě silného zvětrávání hornin a svahů, nápadné věže a skalní útvary.

## Geografie
Geograficky je masiv řazen do Thrácko-makedonské soustavy. Pohoří je tvořeno jediným, vějířovitě tvarovaným hřebenem skládajícím se ze sedmi vrcholů. Tento hřeben výrazně převyšuje blízké údolí Kania, kterému tvoří dominantu.

### Vrcholy
Hlavní hřeben je tvořen sedmi nejvyššími vrcholy: 
- Mytikas (2917.727 m)[3]
- Stefani (2911 m)
- Skolios (2903 m)
- Skala (2866 m)
- Agios Antonis (2815 m) – na vrcholu je meteorologická stanice a horská služba
- Profitis Ilias (2803 m) – na vrcholu je malá kaple
- Toumba (2785 m)

Dalších 46 vrcholů v pohoří Olymp převyšuje hranici 2000 metrů a 47 má výšku mezi 1000–2000 metry.

## Ochrana přírody
Okolí hory bylo již v roce 1938 prohlášeno za národní park z důvodu bohaté fauny (vlk, dravci) a flory, v níž jsou zastoupeny i endemické druhy (borovice černá, druhy alpínek aj.). Od roku 1981 je toto území o rozloze 4 000 ha zapsáno na seznam biosférických rezervací UNESCO. Byla rovněž zahrnuta do evropské soustavy Natura 2000 jako chráněná ptačí oblast a evropsky významná lokalita.

## Mytologie
Pro většinu Řeků má Olymp až posvátný význam. Je také znám z řecké mytologie. Když zuřila válka mezi bohy a Titány, bohové se usadili na hoře Olymp a Titáni na hoře Othrys. Olymp se tak stal sídlem dvanácti nejvýznamnějších řeckých bohů: Dia, jeho sourozenců Poseidóna, Háda, Héry, Hestie (která své místo přenechala Dionýsovi) a Démétér, a jeho potomků Athény, Apollóna, Artemidy, Héfaista, Herma a Area. Další tam byli přivedeni a přijati později, např. Afrodíté, Dionýsos a jiní.

## Historie
První novodobý zdokumentovaný výstup na nejvyšší bod masivu Olympu Mytikas uskutečnili v roce 1913 Švýcaři Daniel Baud Bovy a Frédéric Boissonas, doprovázení Řekem Christosem Kakalosem. Poslední ze čtyř olympských štítů, Stefani, zdolal v roce 1921 švýcarský topograf M. Kurz, doprovázený opět Christosem Kakalosem.